# Требища (община)
Вижте пояснителната страница за други значения на Требища.
Требища (на албански: Komuna Trebisht) е бивша община в административна област Дебър, Албания, съществувала во 2015 година. Общината обхваща 4 села в областта Голо бърдо, като центърът ѝ е в едноименното село Требища, чийто три махали административно се водят като три отделни села. Селата в общината имат мюсюлманско население с българско или македонско национално съзнание.
В общината влизат:
- Требища (на албански Trebisht, Требищ)
  - (Trebisht-Celebi)
  - (Trebisht-Balaj)
  - (Trebisht-Mucinë)
- Връбница (на албански Vërnicë, Върница)
- Гиновец (Гинеец, Гиноец, на албански Gjinovec, Гиновец)
- Кление (Клене, на албански Klenjë, Кленя)

В 2015 година общината е слята с община Булкиза.